# سوپراویتسه
سوپراویتسه (به چکی: Svépravice) یک منطقهٔ مسکونی در جمهوری چک است که در ناحیه پلهریموو واقع شده‌است. سوپراویتسه ۵٫۱۴ کیلومتر مربع مساحت و ۱۱۲ نفر جمعیت دارد و ۵۱۲ متر بالاتر از سطح دریا واقع شده‌است.